# Didn't I (Aqua)
Didn't I è un singolo del gruppo bubblegum pop danese Aqua, scritto da Claus Norreen e Sorren Rasted, e pubblicato prima nella versione danese e svedese della VHS Around the world e poi nell'edizione limitata di Natale del loro album d'esordio Aquarium.

## Descrizione
Il brano, di stampo eurodance, è stato pubblicato come allegato nella versione danese e svedese della videocassetta "Around the world" e, oltre al brano omonimo, contiene screensaver ufficiali per pc della band.
Il brano è stato inserito in una riedizione limitata dell'album Aquarium chiamata Aquarium - Limited Christmas edition e appare in alcune edizioni speciali giapponesi dell'album.

## Video musicale
Al contrario dei precedenti singoli della band, non è stato creato alcun videoclip allegato.

## Tracce
1. Didn't I (Radio Track) – 3:22